# Linienflug

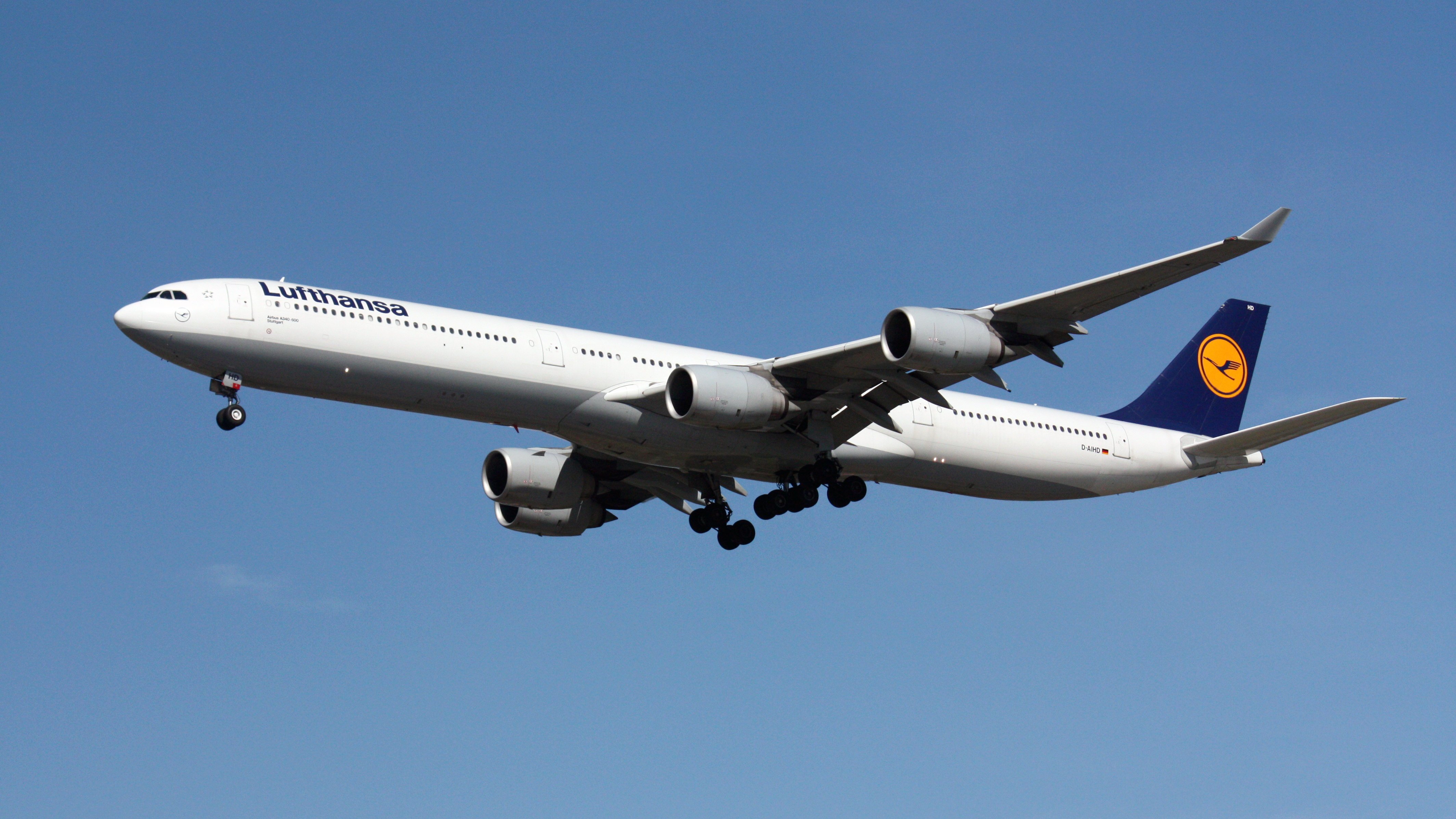
Lufthansa ist eine klassische Linienfluggesellschaft

Ein Linienflug (englisch regular air transport) ist in der Luftfahrt die im Linienverkehr betriebene Personen- oder Güterbeförderung zu im Flugplan vorgesehenen Zeiten an einen bestimmten Zielort. Gegensatz ist der Charterflug.

## Allgemeines
Das Flugtransportunternehmen erstellt die Flugpläne unabhängig von der zu erwartenden, tatsächlichen Auslastung und geht damit schlimmstenfalls das Risiko eines Leerfluges ein. Die Legaldefinition des § 21 Abs. 1 LuftVG spricht vom Fluglinienverkehr, wenn Personen oder Sachen gewerbsmäßig durch Luftfahrzeuge auf bestimmten Linien öffentlich und regelmäßig befördert werden. Dabei können Personen (Passagiere) oder Sachen (Luftfracht und Gepäck) zu bestimmten Beförderungsbedingungen transportiert werden. Linienflüge stellen den Regelfall im gewerblichen Luftverkehr dar. Im Gegensatz zum Charterflug übernimmt hier die Fluggesellschaft das wirtschaftliche Risiko. Außerdem werden im Reiseverkehr, mit Ausnahme einiger Billigfluggesellschaften, meist und insbesondere auf Mittel- und Langstrecken mehrere Beförderungsklassen angeboten.

## Betrieb von Linienflügen
Der erste zivile Linienflug der Welt mit Flugzeugen wurde am 5. Februar 1919 durch die Deutsche Luftreederei zwischen dem Flugplatz Weimar und dem Flugplatz Johannisthal in Berlin während der Weimarer Nationalversammlung eingerichtet.

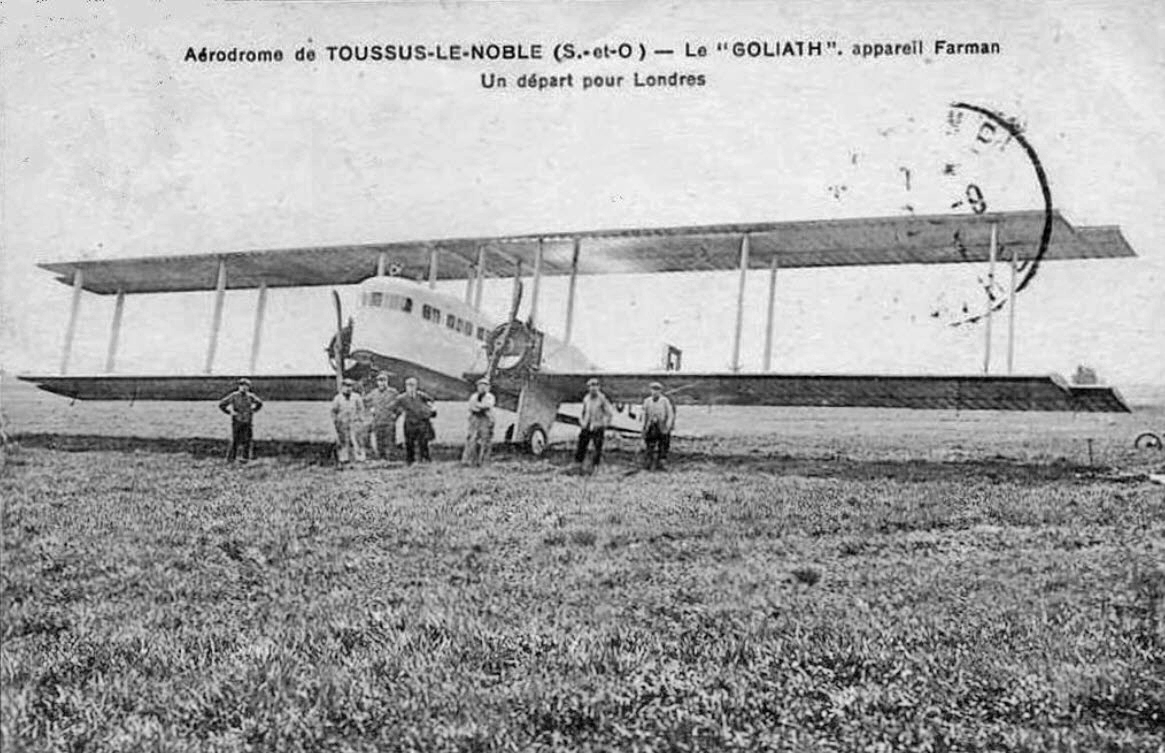
Ab Februar 1919 wurde von den Lignes Aériennes Farman mit einer Farman F.60 „Goliath“ zwischen Toussus-le-Noble bei Paris und der Royal Air Force Station Kenley bei London die erste internationale Linienverbindung eingerichtet

Der erste internationale Linienflug wurde am 8. Februar 1919 von der Lignes Aériennes Farman auf der Strecke von Toussus-le-Noble bei Paris zur Royal Air Force Station Kenley bei London mit einer Farman F.60 „Goliath“ durchgeführt. Weitere internationale Linienflüge wurden von anderen noch im gleichen Jahr angeboten; wie zum Beispiel ab 25. August 1919 von der Aircraft Transport & Travel auf der Strecke von Hounslow Heath bei London nach Paris-Le Bourget mit einer D.H.16.

### Kürzester Linienflug
Der kürzeste Linienflug weltweit wird von Loganair mit Britten-Norman BN-2 Islander angeboten und führt in zwei Minuten über 2,8 Kilometer von Westray nach Papa Westray innerhalb der schottischen Orkney-Inseln.

### Kürzester internationaler Linienflug
Der kürzeste internationale Linienflug verband den Flugplatz St. Gallen-Altenrhein in der Schweiz mit dem deutschen Flughafen Friedrichshafen, wobei seit dem 2. November 2016 täglich zwei Flugzeuge vom Typ Embraer ERJ 145 auf der rund 20 km langen Strecke flogen. Zum 16. April 2017 stellte die Fluggesellschaft People’s Viennaline die umstrittene, nur jeweils acht Minuten dauernde Verbindung jedoch wieder ein. Zuvor und bis Mai 2018 war der Flug von Anguilla nach St. Maarten der Anguilla Air Services der kürzeste internationale Linienflug mit einer Flugzeit von etwa 10 Minuten. Seit 18. Mai 2018 bietet Aruba Airlines mit dem Flug von Aruba nach Punto Fijo in Venezuela den kürzesten internationalen Linienflug an. Er dauert acht Minuten.

### Längster Linienflug
Die längsten Linienflüge finden sich in folgender Tabelle. Schon 2007 stellte forbes.com fest, dass die Anzahl der extrem langen Langstreckenverbindungen (ohne Zwischenlandung) zunimmt, z. B. die der flugplanmässigen zwischen Hongkong und den USA oder Kanada, von 866 im Juli 2001 auf 1000 im Juli 2007. Wird die maximale Reichweite eines Flugzeugs ausgenutzt, so können wegen hoher Treibstoffmasse weniger Fracht und Passagiere mitgenommen werden. Eine Zwischenlandung erlaubt es, Passagiere abzusetzen und andere aufzunehmen, kostet jedoch Zeit, erhöht das Wetterrisiko und den Aufwand für Landung und Start sowie Landegebühren.
| Fluggesellschaft   | Flugzeugtyp                | von – nach                                       | Flug- strecke km ca. | Dauer h:min | Bemerkung | Q                  |
| ------------------ | -------------------------- | ------------------------------------------------ | -------------------- | ----------- | --- | ------------------ |
| Qatar Airways      | Boeing 777                 | Doha – Auckland (Neuseeland)                     | 14.535               | 16h23       | Rückflug durch Gegenwind rund 1 Std. länger                                                                                            | [ 8 ]              |
| Emirates           | Airbus A380                | Dubai – Auckland                                 | 14.200               | 17h15       | März 2016 (erstmals) | [ 8 ]              |
| Air India          | Boeing 777-200LR           | Neu-Delhi – San Francisco westwärts via Atlantik | 13.959               | 16h55       | Flugrichtung bis Oktober 2016 | [ 8 ]              |
| Air India          | Boeing 777-200LR           | Neu-Delhi – San Francisco ostwärts via Pazifik   | 15.142               | 15h00       | Flugrichtung seit Oktober 2016 schneller durch Westwind                                                                                | [ 8 ]              |
| Singapore Airlines | Airbus A340-500 / A350-900 | Newark (New Jersey, USA) – Singapur              | 15.753               | 18h45       | 2004–2013; via Nordpol mit A340-500; wurde 2013 eingestellt, weil nicht rentabel seit Oktober 2018 mit A350-900 ULR wieder aufgenommen | [ 9 ] [ 8 ] [ 10 ] |

Im Jahr 2012 wurden weltweit rund 2,49 Milliarden Flugpassagiere befördert, am häufigsten in bzw. aus Asien (724 Millionen), gefolgt von Europa (680 Millionen) und Nordamerika (597 Millionen Fluggäste). Von den zehn am häufigsten geflogenen Strecken befinden sich ebenfalls sieben in Asien; im Jahr 2012 am mit rund 10,16 Millionen Passagieren stärksten frequentiert war die Strecke Jeju–Seoul in Südkorea.
Als Reisegeschwindigkeit großer Linienjets hat sich hohe Unterschallgeschwindigkeit bei etwa Mach 0,8–0,9 in der oberen Troposphäre bis niedrigen Stratosphäre durchgesetzt. Damit werden die Einflüsse des Wettergeschehens, insbesondere durch Turbulenz, Gewitter und Vereisungsgefahr, etwas reduziert. Steig- und Sinkflug erfolgen jedoch innerhalb der tieferen Troposphäre. Bei ungeeignetem Wetter sind mitunter Verschiebungen und Umleitungen nötig.
Überschallflüge, wie mit der Concorde zwischen Paris und USA haben sich wegen hohen Preises nicht etablieren können und wurden nach einem Absturz im Wesentlichen eingestellt.
Der Preis für einen Linienflug auf einer bestimmten Flugverbindung kann sehr stark variieren. Fluggesellschaften bieten unterschiedlichen Service, mehr oder weniger dichte Bestuhlung, unterschiedliche Beförderungsklassen und Sitztypen, Zusatzservices (Handgepäck und Reisegepäck, Getränke, Essen, Klapplehne, Decke, Videoschirm am Vordersitz, Kinoleinwand, Stecker für Ladegerät für Laptop, Mobiltelefonie- und Internetverbindung). Je nach Marktlage, Verkaufsstelle, Saison im Jahr, Buchungszeitpunkt, Recht auf Verschieben und Stornomodalitäten werden sehr unterschiedliche Preise verlangt. Laker Airways bot 1977 erstmals Billigflüge zwischen London und New York an, in der billigsten Variante „Stand-By“ musste der Passagier mitunter auf eine Maschine mit freiem Platz warten.